# コリノイド

1975年のIUPAC標準に沿った番号を付したコリン環。プロフィリン環と比べ、20番がない。21番から24番は、以前は20番から23番と書かれていた。

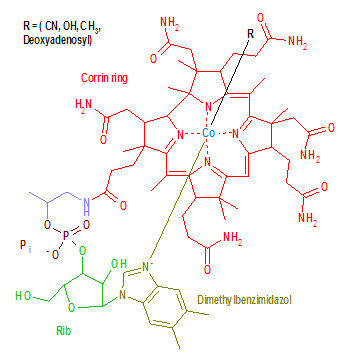
ビタミンB12 (コバラミン)

コリノイド(Corrinoid)は、4つのピロール環を持つ環状構造であるコリン骨格を持つ化合物の総称である。ポルフィリンと類似している。コロールという慣用名を持つオクタデヒドロコリンに基づく化合物が含まれる。
コバラミン（ビタミンB12）は最もよく知られたコリノイドである。他にも、コビリニン酸やそのヘキサアミドのコビリン酸、コビニン酸やそのヘキサアミドのコビナミド、カルバミン酸やコバミド等が含まれる。
"Cob-"という接頭辞を持つ物質はコバルトの誘導体である。コバルトがその他の金属や水素に置き換わると、「フェロバミン酸」や「ヒドロジェノバンミン酸」等のように名前も変わる。